# ریکاردو سنتوریون
ریکاردو سنتوریون (انگلیسی: Ricardo Centurión؛ زادهٔ ۱۹ ژانویهٔ ۱۹۹۳) بازیکن فوتبال اهل آرژانتین است.
از باشگاه‌هایی که در آن بازی کرده‌است می‌توان به باشگاه فوتبال جنوآ و باشگاه فوتبال راسینگ کلوب آویاندا اشاره کرد.
وی همچنین در تیم‌های ملی فوتبال زیر ۲۰ سال آرژانتین و آرژانتین بازی کرده‌است.